# Johann Christoph Hurter

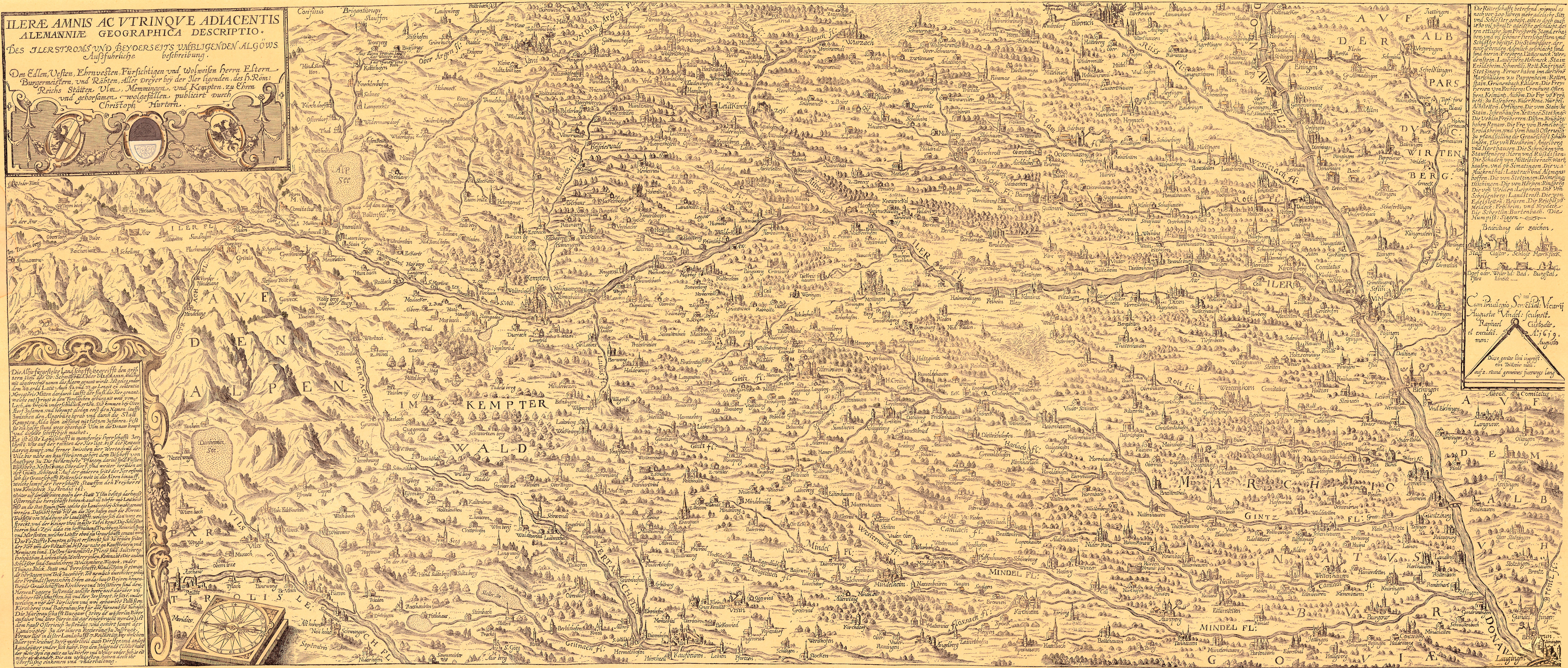
Karte des Illerflussgebietes von 1619.

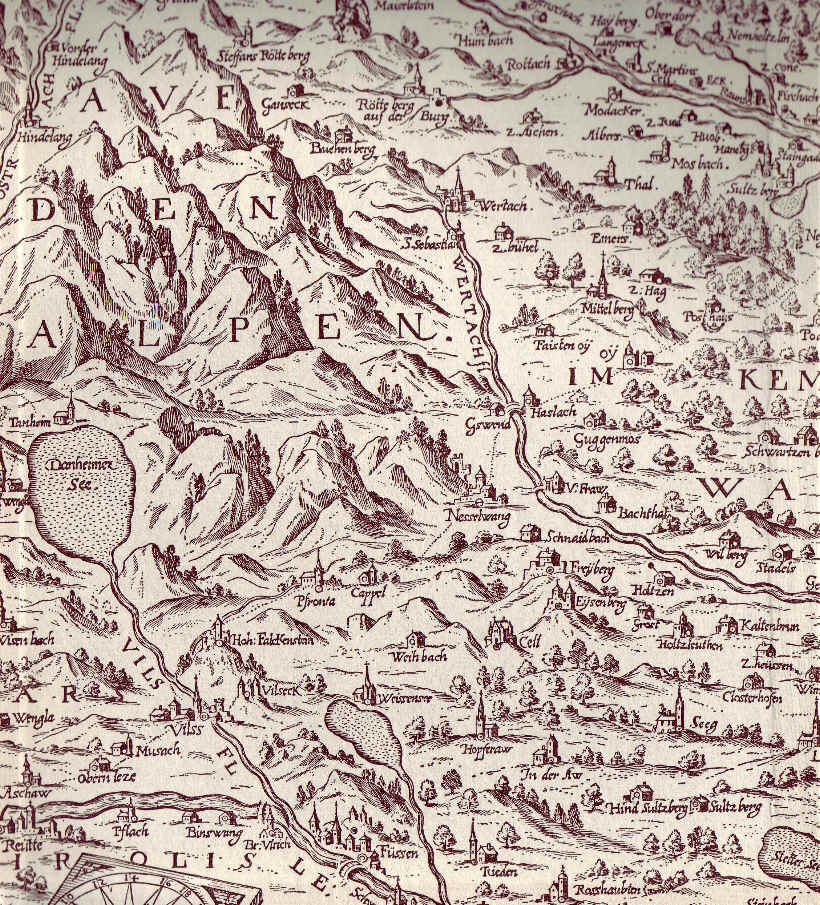
Ein kleinerer Ausschnitt aus der Karte des Illerflussgebietes von 1619. Von der Iller ist rechts oben ein kurzes Stück zu sehen

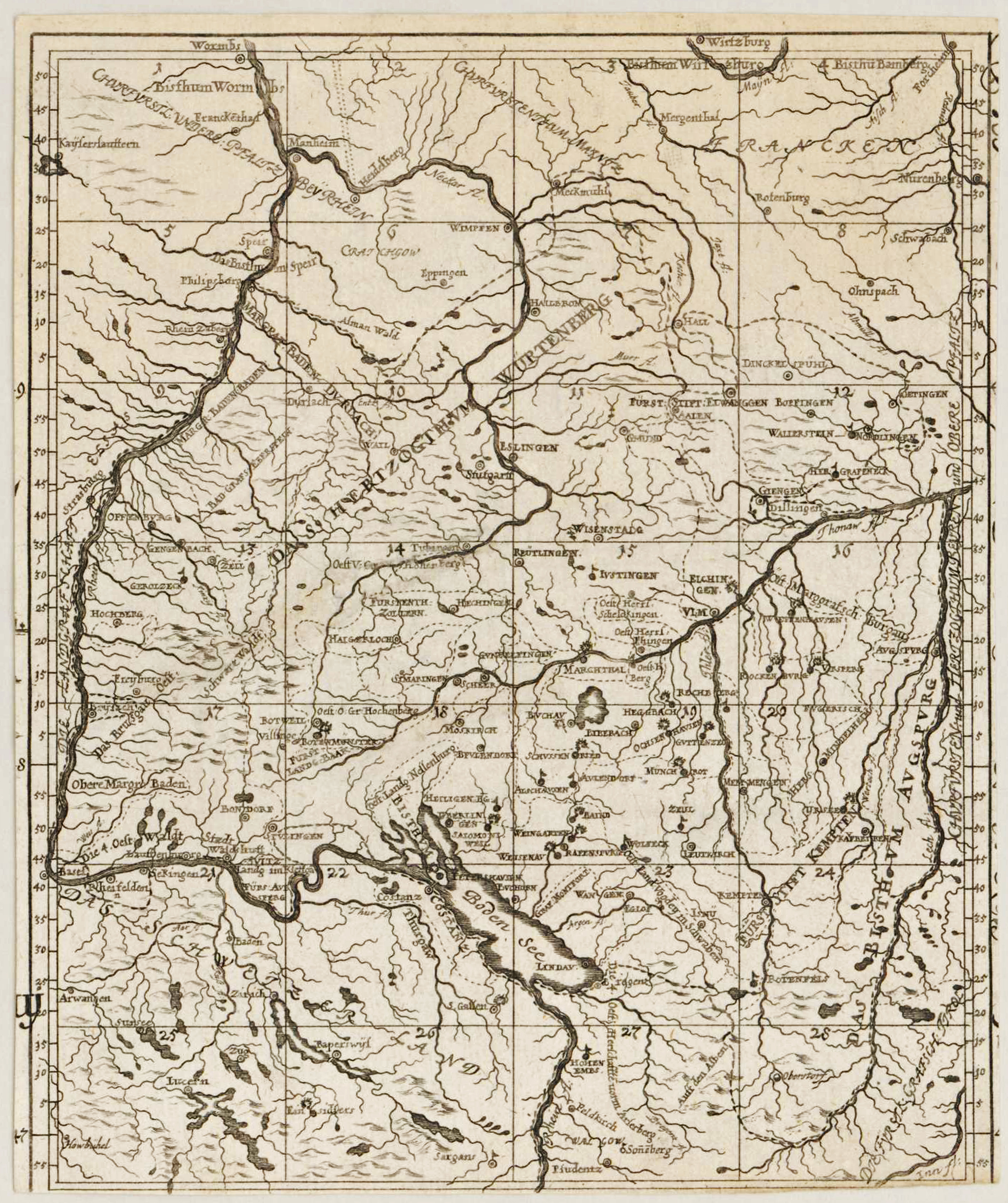
Hurters Karte von Schwaben, veröffentlicht von Johann Georg Bodenehr 1679

Johann Christoph Hurter (* um 1576 in Memmingen; † um 1640 an einem unbekannten Ort) war ein deutscher Kartograph, der zeitlebens wohl in seiner Heimatstadt Memmingen gewirkt hat, wo er auch noch Stadtbaumeister gewesen ist. Von seinen näheren Lebensumständen ist nichts überliefert.

## Werk
Mit der Veröffentlichung einer Karte des gesamten Illerflussgebietes (Illerae Amnis ac utrinque adiacentis Alemanniae Geographica Descriptio. Des Illerstroms und beyderseits umliegenden Algöws Ausführliche Beschreibung) im Jahre 1619 ist Johann Christoph Hurter als Kartograph erstmals deutlich hervorgetreten. Das Werk ist von Raphael Custos (1590–1664) in Kupfer gestochen worden und in Augsburg herausgekommen und gilt als die älteste kartographische Darstellung des Allgäus.
Weitere kartographische Arbeiten von Hurter waren u. a. eine Karte des gesamten alemannischen Raumes (Alemaniae sive Sueviae superioris Chorographia nova); ein Plan der Herrschaft Rotenstein (zwischen Memmingen und Kempten gelegen) und ein Atlas von Schwaben (Geographica provinciarum Sueviae descriptio), der wohl erst posthum veröffentlicht und bis ins 18. Jahrhundert mehrfach neu aufgelegt wurde.
Bis weit in das 18. Jahrhundert hinein sind die Kartenwerke von Hurter immer wieder von Kartographen und Stechern verschiedener Nationalitäten für ihre eigenen Arbeiten verwendet worden. So ist die alemannische Karte oft von Niederländern kopiert worden wie zum Beispiel von Hendrik Hondius (1573–1650), Willem Blaeu (1571–1638) und Johann Jansson (1588–1664). Auch französische Kartographen wie Guillaume Delisle (1675–1726) und Jean Baptiste Liébaux (1673–1744) haben nach Karten von Hurter gearbeitet: Dressée sur les Memoires de Christ. Hurtem, d’Ausbourg.

## Rezeption
Nach Ansicht des deutschen Kartographen und Geographen Ruthardt Oehme (1901–1987) stehen Hurters Karten „zwischen den bildhaften Landtafeln des 16. Jahrhunderts und den stärker abstrahierenden und generalisierenden Grundrißdarstellungen des ausgehenden 17. und des 18. Jahrhunderts“. Vorbildlich sei seine Darstellung des Reliefs, was am Beispiel der Karte des Illerflussgebietes schön zu erkennen sei, in der sich die Ausläufer der Alpen und das Hügelland des Allgäus deutlich voneinander abheben. Die schroffe Zeichnung der Berge zeigt den Einfluss von entsprechenden Darstellungen auf den bayerischen Landtafeln Philipp Apians (1531–1589).

## Quelle
- Johann Christoph Hurter: Geographica provinciarum Sueviae descriptio: Schwaben in XXVIII übereintreffenden Tabellen vorgestellet (Atlas von Schwaben), beteiligte Stecher Melchior Küsel und Johann Stridbeck der Ältere, bey Hanß Georg Bodenehr, Augsburg 1679. Bayerische Staatsbibliothek – Mapp. XII, 162b